# Collegio Borromeo

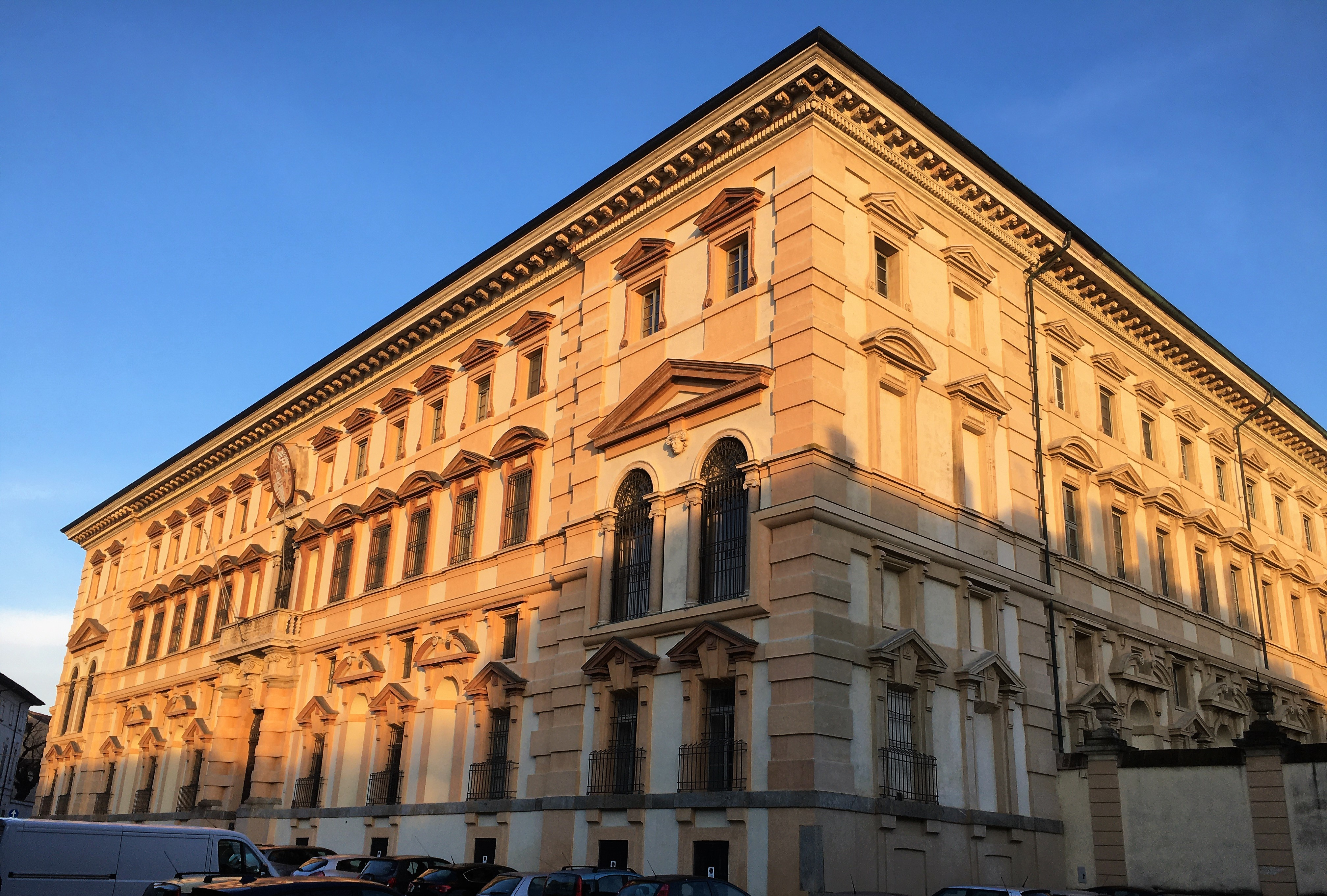
Collegio Borromeo

Das Collegio Borromeo ist ein Studenteninternat in Pavia. Es wurde 1561 von Karl Borromäus (italienisch: Carlo Borromeo) gegründet und stellt das älteste noch genutzte Collegio Italiens dar.
Borromäus wollte mit der Errichtung des Collegio vor allem ärmeren Studenten helfen, die nicht über ausreichende Geldmittel für einen Studienaufenthalt in Pavia verfügten.
Das Collegio Borromeo ist ebenso wie das andere berühmte historische Collegio in Pavia, das Collegio Ghislieri, vom Ministerium für Unterricht, Universitäten und Forschung als Einrichtung von hoher kultureller Qualifikation anerkannt.
Zu den berühmten Persönlichkeiten, die während ihres Studiums hier gelebt haben, gehören unter anderem der Historiker, Philosoph und Politiker Giuseppe Ferrari, der Mediziner Carlo Forlanini, der Philosoph Emanuele Severino oder der Mathematiker Gaspare Mainardi.

## Geschichte
Das Collegio Borromeo wurde 1561 durch den Nachlass von Kardinal Karl Borromäus gegründet, der darauf abzielte, eine Institution zu schaffen, die jungen vielversprechenden Studenten in wirtschaftlichen Schwierigkeiten gerecht wird.
Der Palast, in dem das Internat untergebracht ist, wurde 1588 fertiggestellt, als die ersten Schüler offiziell in das Internat eintraten, aber bereits am 1. April 1581 beherbergte er eine Studentengemeinschaft, darunter einen weiteren berühmten Borromeo, Karls Cousin Federico.
Während des Ersten Weltkrieges wurden Teile des Palastes in ein Militärkrankenhaus umgewandelt, das von Camillo Golgi geleitet wurde.
Ab dem Jahr 2000 wurde das Kollegium umfangreichen Restaurierungsarbeiten unterzogen und es wurden neue Sektionen eingerichtet, darunter 2009 die Frauensektion.

## Bauwerk
Das Gebäude, in dem sich das von Pellegrino Tibaldi entworfene Internat befindet, ist im manieristischen Stil gestaltet und von Gärten umgeben. Auf den verschiedenen Fassaden dieses „Palazzo per la sapienza“, der von Giorgio Vasari so definiert wurde, sind die Wappen und Embleme der Familien Borromeo und Medici abgebildet. Pellegrino Tibaldi vervollständigte den großen Innenhof mit doppelter Loggia, die von Granitsäulen aus Baveno und Montorfano und Angera-Stein gehalten wurde.
Das Projekt wurde von Francesco Maria Richini weitergeführt und 1629 mit zwei Werksgebäuden auf der Ostseite, die auf den Italienischen Garten ausgerichtet waren, fertiggestellt. Von Francesco Maria Richini sind auch die Zeichnungen des barocken Brunnens am Ende des Gartens und des schmiedeeisernen Gitters, das den Hof vom italienischen Garten trennt.
1805 wurde die romanische Kirche San Giovanni in Borgo aufgelöst, die an der Südfassade des Kollegiums befestigt war. Die Kirche wurde 1811 vom Collegio Borromeo gekauft und 1818 abgerissen. 1819 entwarf der Architekt Giuseppe Pollack die Südfassade (nach dem Vorbild der anderen Fassaden des Palastes) und entwarf den Englischen Landschaftsgarten, der sich in dem einst von der Kirche bewohnten Raum befand.

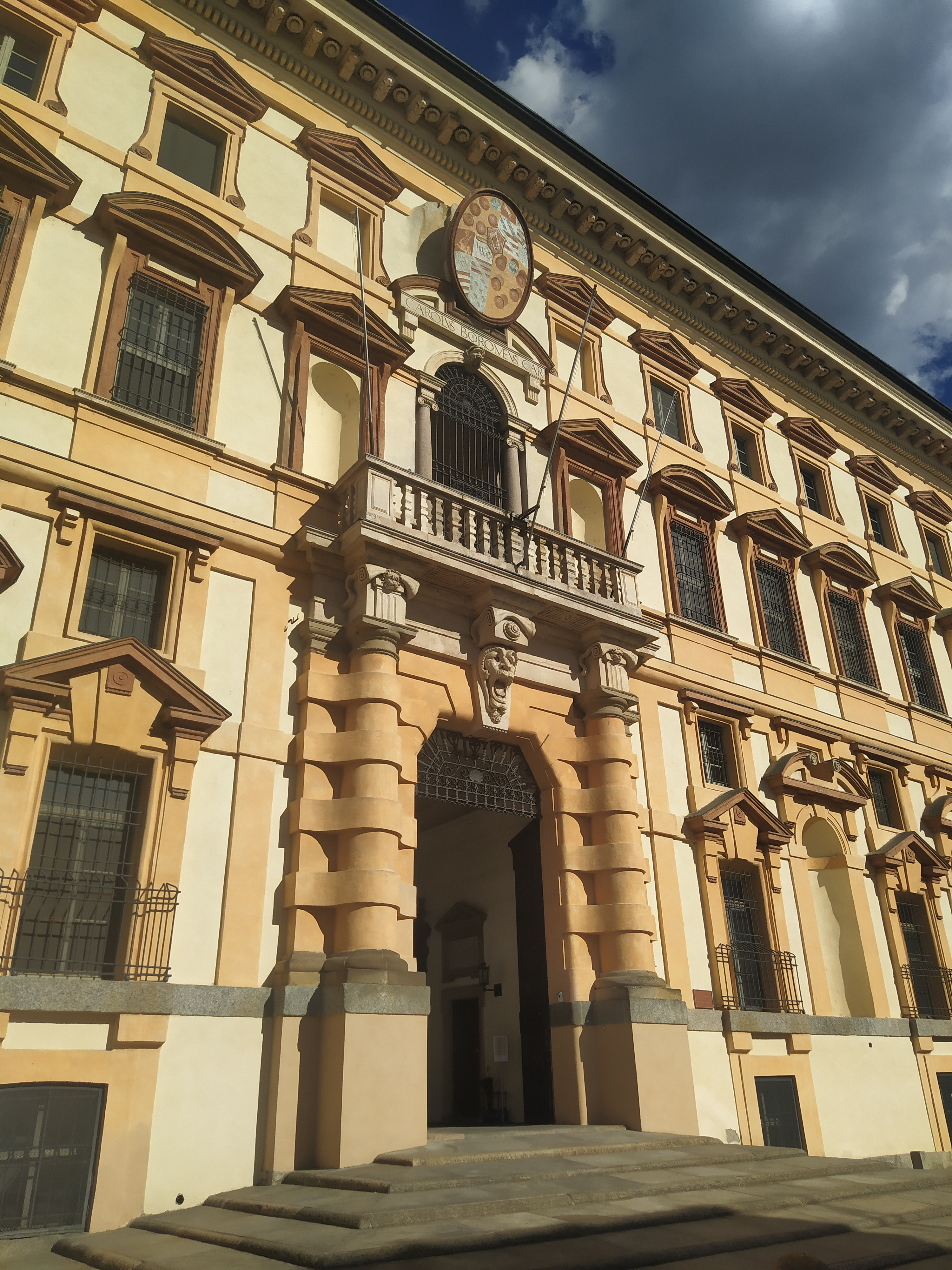
Das Hauptportal.
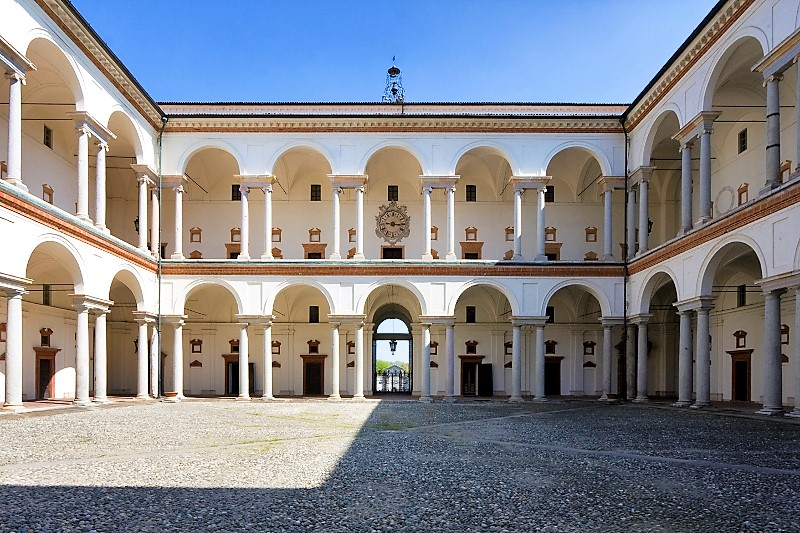
Der zentrale Hof.
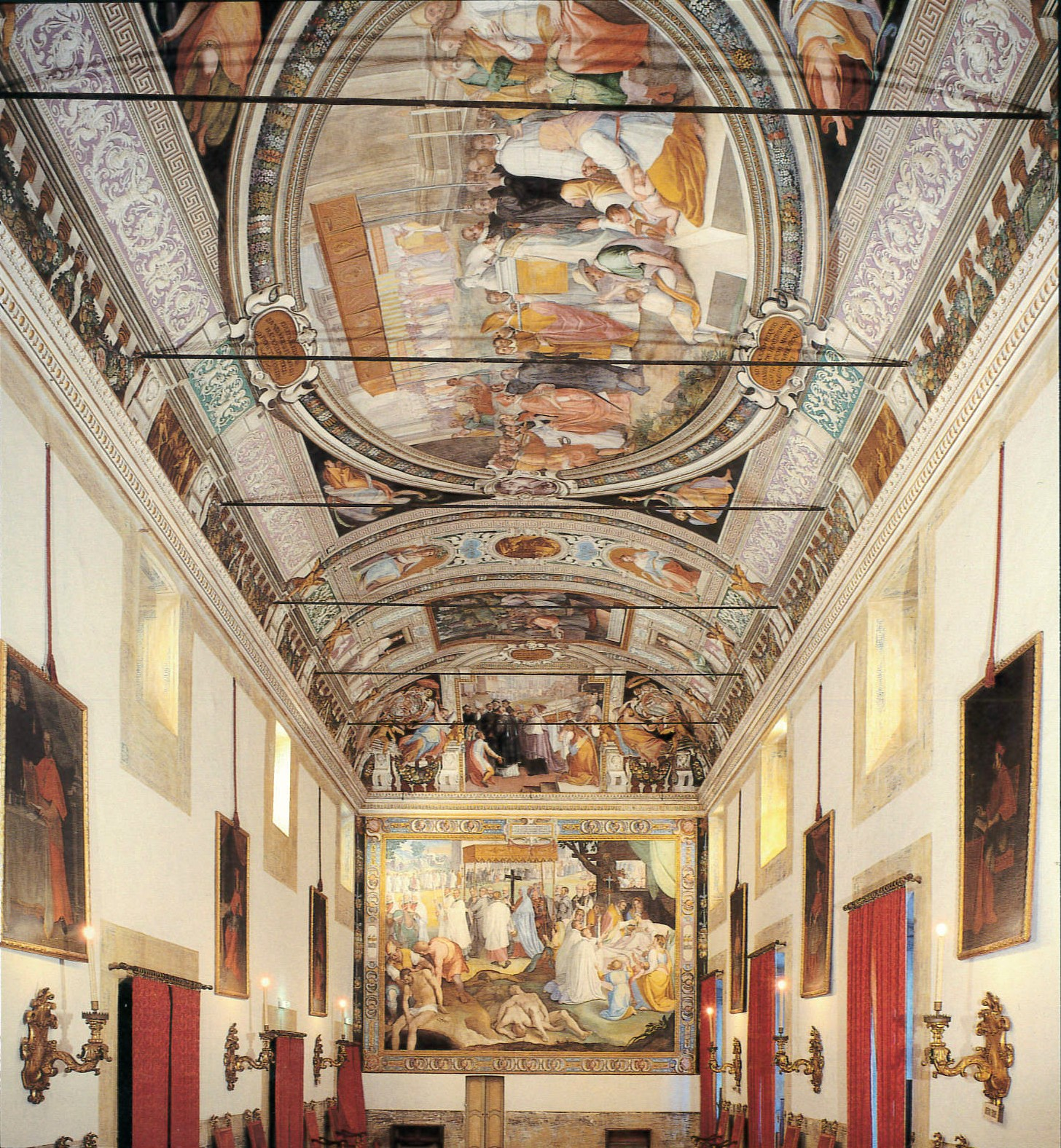
Cesare Nebbia, Federico Zuccari, der Hauptsaal.
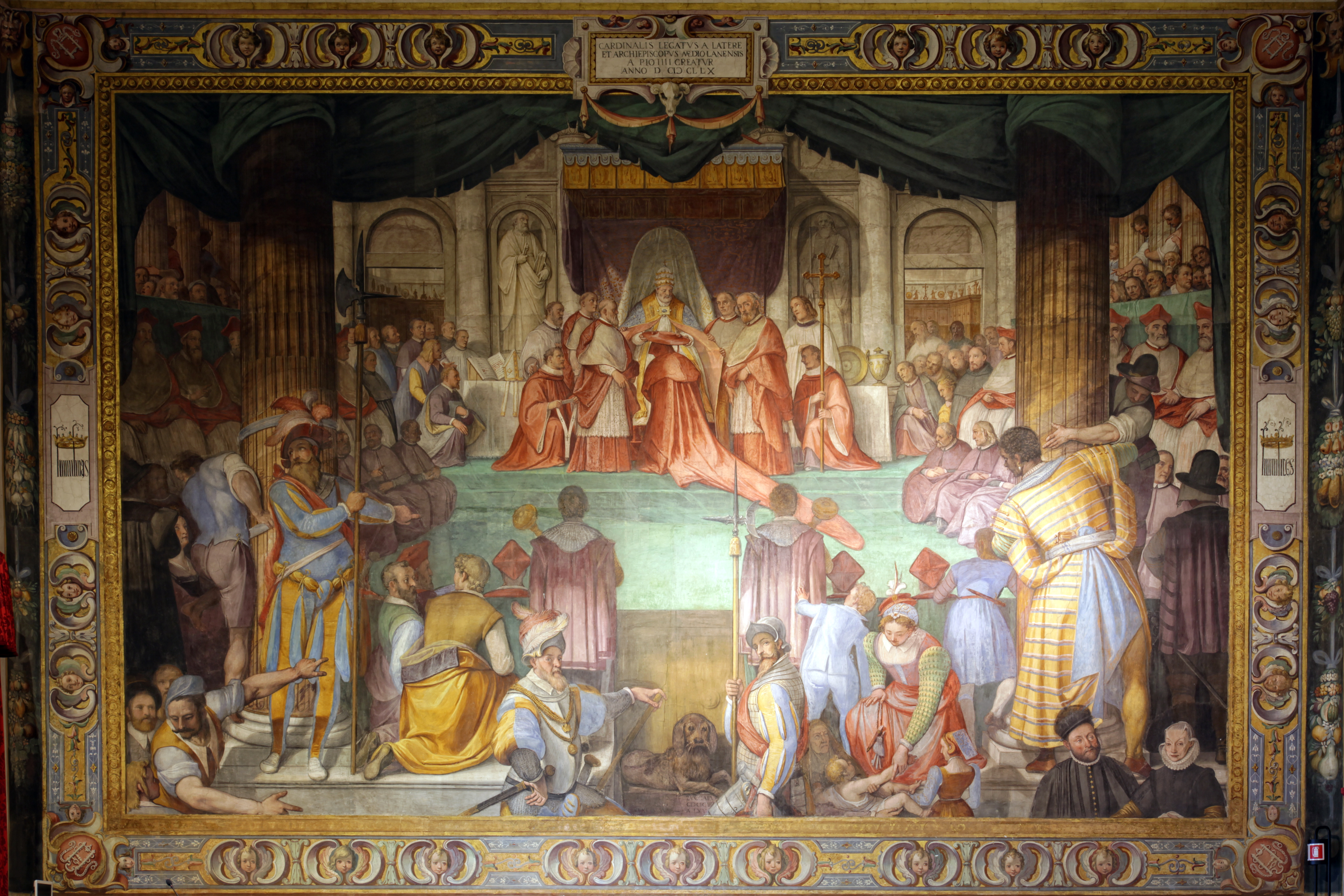
Federico Zuccari, Aufsetzen des Kardinals Hut auf Karl Borromäus.

## Prunkräume
Der Weiße Saal befindet sich im Erdgeschoss auf der Francesco-Maria-Richini-Seite des Colleges und wird für Seminare und Konferenzen genutzt. Es bietet Platz für etwa 100 Personen und zeichnet sich durch hohe Holztüren aus dem achtzehnten Jahrhundert in Pastellgrün und Goldfolie aus. Die Wände schmücken Gemälde der Mäzene des Kollegiums, Mitglieder der Familie Borromeo. Der Freskensaal, der an den weißen Raum angrenzt, hat seinen Namen von einer Reihe von Fresken, die verschiedene Momente im Leben von Karl Borromäus, dem Gründer des Colleges, veranschaulichen. Es hat eine Kapazität von etwa 200 Personen und wird für Kongresse, Kongresse und Konzerte genutzt. An den östlichen und westlichen Wänden, die keine Fresken sind, hängen eine Reihe von Gemälden, die Kardinäle der Familie Borromeo aus verschiedenen Epochen darstellen. Die Fresken wurden von Cesare Nebbia, Federico Zuccari und Gehilfen Anfang des 17. Jahrhunderts im Auftrag von Federico Borromeo angefertigt; sie bedecken die Eingangswand (Norden), die Rückwand (Süden) und die Decke der Halle. Die größeren Wandfresken verweisen auf die Kardinalernennung von Karl Borromäus und auf verschiedene Episoden im Zusammenhang mit der Pest von 1576–1577, die als „Pest des Heiligen Karl“ bekannt ist.

## Kapelle
Die Kapelle, die dem Heiligen Justina, dem Schutzpatron der Familie Borromeo, und dem Heiligen Karl Borromäus gewidmet ist, wurde 1581 fertiggestellt und wird regelmäßig amtiert. Äußerlich hat es ein wichtiges Marmorportal aus dem 17. Jahrhundert, das von der Büste des Heiligen Karl überragt wird. Das Tonnengewölbe ist mit den ältesten Fresken des Palastes geschmückt, die der Maler Giovanni Battista Muttoni 1579 im spätmanieristischen Stil anfertigte, und stellt vier Szenen aus dem Alten Testament dar, die in perspektivischen Quadraten und multiplen und überschwänglichen Rahmen eingefügt sind, Reich an geometrischen Ornamenten, Obst- und Gemüsebordüren und grotesken Dekorationen. Die Wände sind 1909 von Manlio Oppio, Osvaldo Bignami, mit Fresken bemalt: die Schutzheiligen der Hochschule und die Studenten der Universität stellen sich den vier Runden. Der Boden ist der ursprüngliche aus dem 16. Jahrhundert, aus lombardischem Terrakotta, mit den typischen zweifarbigen Adern, die an Holz erinnern, während der Chor im 19. Jahrhundert hinzugefügt wurde.

## Bibliothek und Archiv
Die Universitätsbibliothek ist eine der ältesten in Pavia, in der Tat wurde sie in der zweiten Hälfte des 16. Jahrhunderts gebaut und hat ein Erbe von mehr als 40.000 Bänden, über 2.300 antiken Bänden und 70 Zeitschriften, alle aktiv. Der Fonds der Alten Bibliothek: Er bewahrt etwa 2.000 Bände, die zwischen dem 15. und 19. Jahrhundert gedruckt wurden, der unterschiedlichsten Themen (Geschichte, Recht, Philosophie, Theologie, Literatur und Wissenschaften), einige von großem Wert, wie die Triumphe und Liederbücher von Francesco Petrarca, die 1488 von Bernardino da Novara in Venedig gedruckt wurden, oder die Ausgabe von I promessi sposi, angereichert mit Illustrationen von Francesco Gonin (1840–1842).
Das Archiv des Collegio Borromeo bewahrt nicht nur die Dokumentation über die Institution (einschließlich der Bulle von Papst Pius IV. am 15. Oktober 1561, mit der das Kollegium gegründet wurde), sondern auch einen Teil des Archivs des Klosters San Maiolo, 1564 gingen die Liegenschaften an das College über, die Dokumentation von ehemaligen Studenten oder Universitätsprofessoren und die Fotobibliothek wurden teilweise digitalisiert. Unter den zahlreichen Archivsammlungen erwähnen wir: Der Besitzfonds (chronologische Extreme 1320–1900): der die Dokumentation über den Bau des College-Gebäudes und die zahlreichen Besitztümer, insbesondere landwirtschaftliche, des Kollegiums und des Pergamentfonds (982–1776): es bewahrt 446 Pergamente, die meisten von ihnen, etwa 350, aus dem Archiv des Klosters San Maiolo und betrifft vor allem die Grundeigentümer des Klosters.

## Gärten
Die beiden Gärten des Collegio spiegeln die Ästhetik und das kulturelle Klima der Epochen wider, in denen sie erbaut wurden. Die Italienischer Garten, aus dem 16. bis 17. Jahrhundert, zeichnet sich durch niedrige, regelmäßige Hecken aus, die geometrisch symmetrisch in Bezug auf die Mittelachse angeordnet sind, die vom eisernen Portal zum Brunnen führt, beide von Francesco Maria Richini. Die Englischer Landschaftsgarten, aus dem 19. Jahrhundert, hat eine unregelmäßige Anordnung und die Pflanzenarten sind unterschiedlich und unterschiedlich platziert, um einen „natürlichen“ Effekt zu erzeugen, der der romantischen Ästhetik lieb ist. Die Borromäischen Gärten, eine große Grünfläche östlich des Colleges, isolieren sie vom umgebenden städtischen Kontext und machen die beiden Gärten zu einer Oase der Ruhe und Stille in der Stadt Pavia.

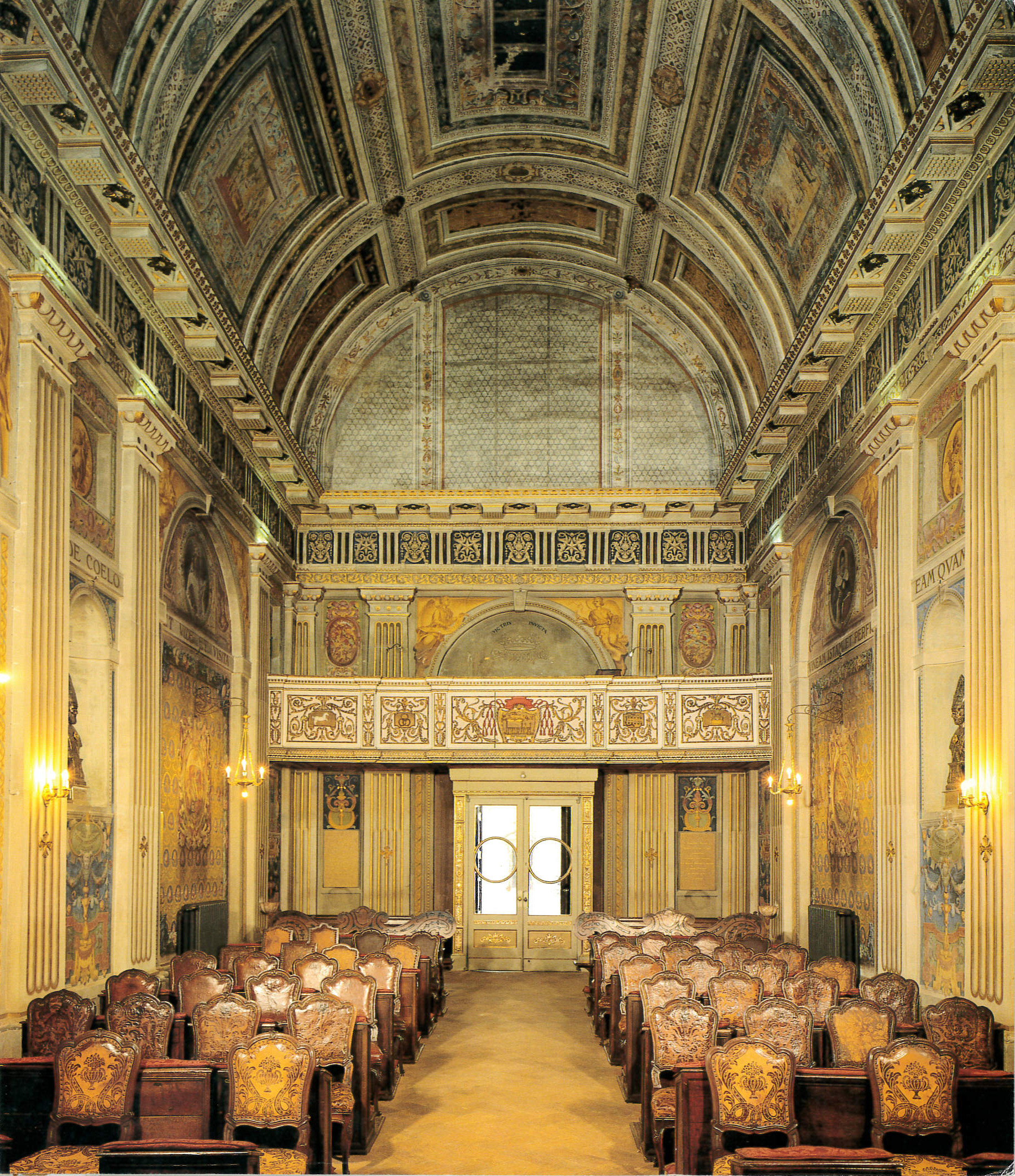
Kapelle.
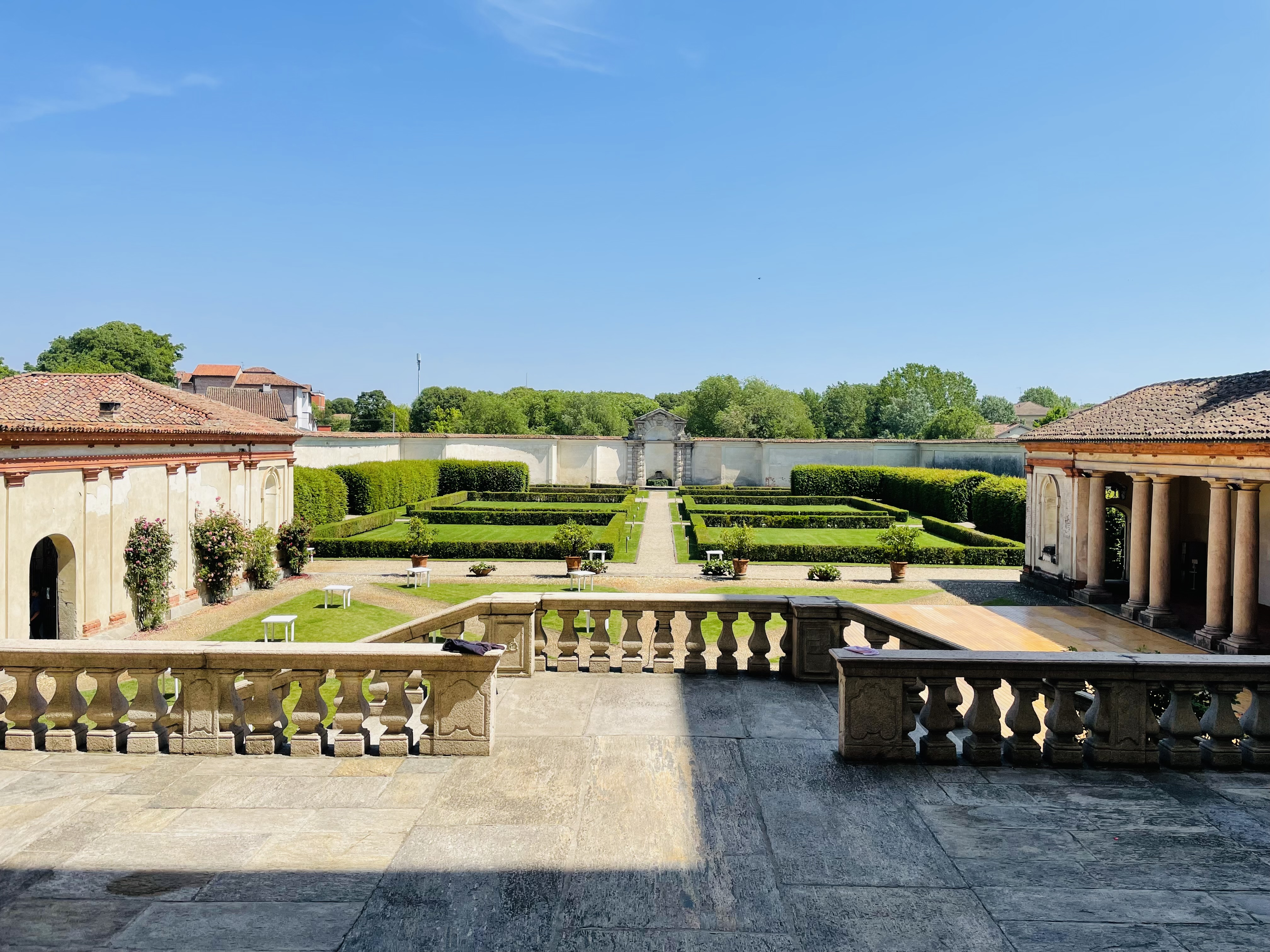
Italienischer Garten.
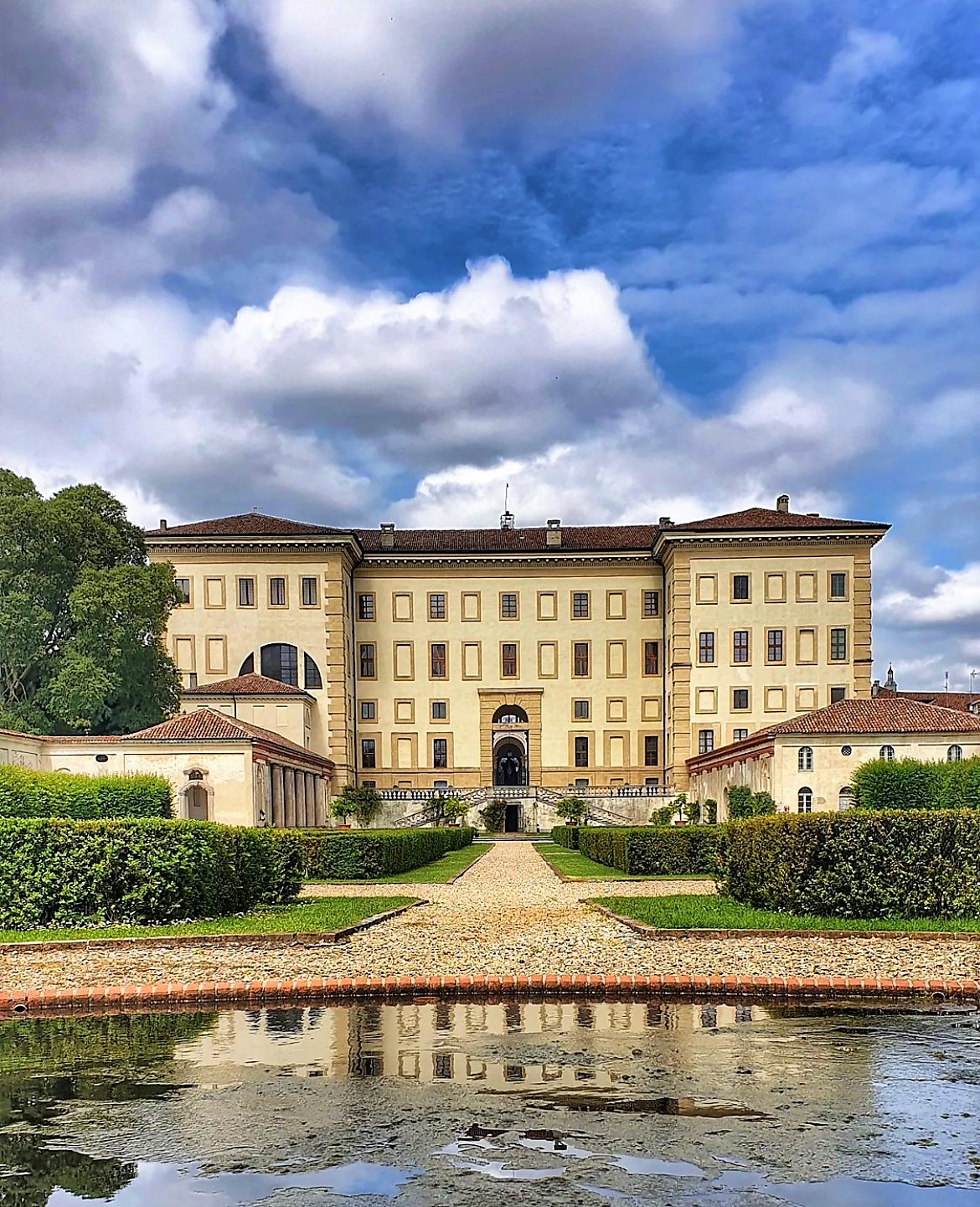
Italienischer Garten.
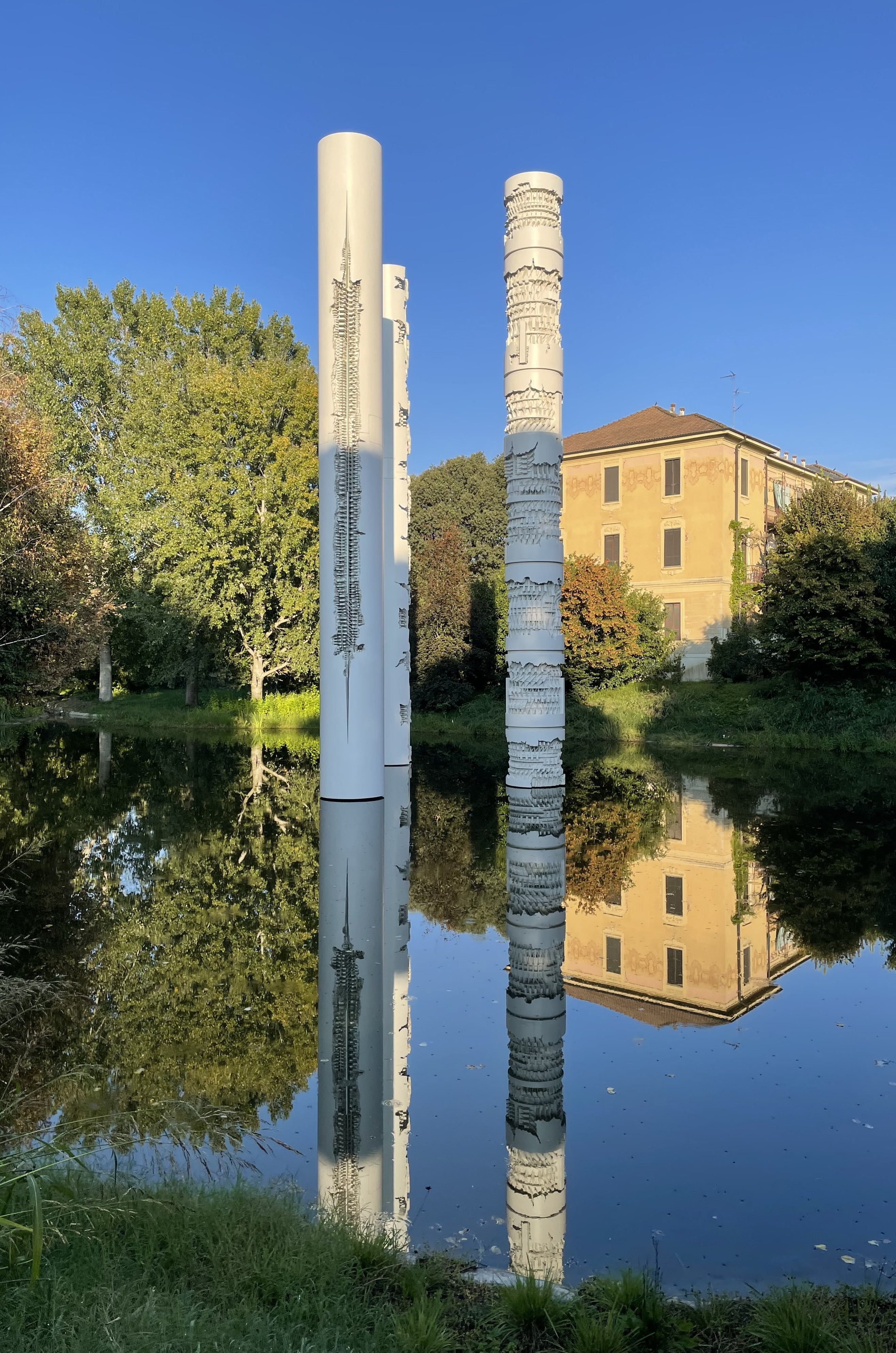
Arnaldo Pomodoro, Triade, 1979.

## Horti Borromaici
Die Horti Borromaici sind ein riesiger Stadtpark (der sich über etwa 3,5 Hektar erstreckt) im historischen Zentrum von Pavia, zwischen dem Collegio und dem Tessin, wo der natürliche Lebensraum auf zeitgenössische Kunst, Wissen und soziale Inklusion trifft. Sie wurden in der zweiten Hälfte des 16. Jahrhunderts geboren, als sie für den Anbau von Obstpflanzen, Weinbergen und Gartenprodukten genutzt wurden, die für die Ernährung der Studenten des Colleges notwendig waren. Die Horti behielt bis zur zweiten Hälfte des zwanzigsten Jahrhunderts eine landwirtschaftliche Destination, ein Zweck, der es dem Horti ermöglichte, der städtischen Expansion der 1950er und 1960er Jahre zu entkommen. Im Jahr 2022 beschloss die Verwaltung des Almo Collegio Borromeo, das Gebiet zu sanieren und den Horti in einen großen öffentlichen Raum zu verwandeln, der kostenlos zugänglich ist. Der Park umfasst ein ausgedehntes Naturgebiet, das durch Wasserwege gekennzeichnet ist, in denen verschiedene Lebensräume geschaffen wurden, um die Artenvielfalt zu verbessern und zu schützen, in denen mehr als 3.000 einheimische Bäume und Sträucher platziert wurden und ein Ausstellungsbereich en plein air. Werke der zeitgenössischen Kunst, wo ausgestellt sind: Arnaldo Pomodoro, Nicola Carrino, Gianfranco Pardi, Luigi Mainolfi, Marco Lodola, Mauro Staccioli, Salvatore Cuschera, Ivan Tresoldi und David Tremlett.

## Aufnahme
Die Zulassung zum College folgt einem offenen, meritokratischen Wettbewerb, der in eine Vielzahl von Bewertungen unterteilt ist. Nur diejenigen, die in ihrer Abschlussprüfung eine Mindestpunktzahl von 80 erreicht haben, können sich für den Zulassungswettbewerb bewerben. Dieser Wettbewerb wird jetzt in Verbindung mit der Istituto Universitario di Studi Superiori (IUSS), der Schule für Höhere Studien, durchgeführt, deren Gründungsmitglied das Almo Collegio Borromeo ist, In der Tat gilt der Zulassungstest für den Zugang zu IUSS-Kursen in dem Umfang, in dem Platz für die Hochschule reserviert ist. Dennoch ist es wichtig zu beachten, dass die Erlangung eines Platzes bei Borromeo nicht automatisch einen Platz in der IUSS sichert: Obwohl es nicht die Norm ist, gibt es Studenten von Borromeo, die keine Studenten der IUSS sind, da die Ranglisten des IUSS-Wettbewerbs und des Borromeo-Wettbewerbs getrennt sind und verschiedenen Kriterien folgen (verschiedene Klassen und Schwellenwerte unterscheiden).
Der erste Teil des Wettbewerbs umfasst einen schriftlichen Test, der von der IUSS durchgeführt wird und in die folgenden Disziplinen unterteilt ist: Italienisch, Latein, Geschichte, Philosophie, Mathematik, Physik, Chemie und Biologie. Mathematik, Physik und Chemie Probleme wurden vor kurzem eingeführt. Man kann die Strecke und die Übungen unabhängig vom gewählten Studiengang wählen und erhält aus diesem schriftlichen Test eine maximale Punktzahl von 20 Punkten. Wer in der schriftlichen Prüfung eine Mindestpunktzahl von 12 Punkten erreicht, wird zu zwei mündlichen Prüfungen eingeladen. In diesen werden die Kandidaten auf den Inhalt ihrer letzten drei Schuljahre in zwei Fächern ihrer Wahl getestet, die für ihr Studium relevant sind. Der Test beginnt mit einem Thema, das vom Schüler ausgewählt und im Zeitplan aufgeführt wird („tesario“; enthält die Liste der Themen zur Vorbereitung für jede Disziplin). Die mündliche Prüfung kann bis zu 60 Punkte, 30 für jedes Interview bieten. Darüber hinaus wird der Kandidat im Rahmen dieser Tests vom zuständigen Hochschulrektor interviewt und, um die Stärke des kompatiblen kulturellen Hintergrunds zu messen, Er oder sie hat einen Test des allgemeinen Wissens und ein Eignungsgespräch mit einem Psychologen, der versucht, die Eignung für das kollegiale Leben zu bestimmen. Letztere Tests haben keinen Wert für den IUSS-Wettbewerb, tragen aber insgesamt 20 Punkte zum Borromeo-Eintrag bei. Um teilnahmeberechtigt zu sein, muss ein Kandidat die Mindestpunktzahl von 65 Punkten erreichen.